# Sceaux, Yonne
Sceaux là một xã của Pháp,tọa lạc ở tỉnh Yonne trong vùng Bourgogne.
Người dân ở đây trong tiếng Pháp gọi là Séen(ne)s.

## Hành chính
| Danh sách các thị trưởng               |           |                 |      |         |
| Giai đoạn                              | Giai đoạn | Tên             | Đảng | Tư cách |
| tháng 3 năm 2001                       |           | Armande Balland |      |         |
| Tất cả các dữ liệu trước đây không rõ. |           |                 |      |         |

## Biến động dân số
| Năm | 1962 | 1968 | 1975 | 1982 | 1990 | 1999 |
| --- | ---- | ---- | ---- | ---- | ---- | ---- |
| Dân số | 140  | 144  | 143  | 126  | 154  | 136  |
| From the year 1962 on: No double counting—residents of multiple communes (e.g. students and military personnel) are counted only once. |      |      |      |      |      |      |

## Công trình nổi bật
- Nhà thời Sceaux xây dựng thế kỷ 18
- Nhà thờ nhỏ thế kỷ 17 Maison-Dieu

## Người dân nổi tiếng
- Henri Sannejouant